# Château-ferme de Soy
Le château-ferme de Soy est un bâtiment classé situé à Soy dans la commune d'Érezée en province de Luxembourg (Belgique).

## Localisation
Le château-ferme est situé au centre du village de Soy au no 4 de la rue Grand-Mont. Il se compose d'une ferme d'une longueur en façade d'environ 65 m et d'un corps de logis (l'ancien château) non contigu placé à l'ouest de la ferme. Les bâtiments se trouvent en retrait de la voirie, derrière l'église.

## Historique
Situées au-dessus du porche d'entrée, les armoiries d'Antoine de Cassal, seigneur de Soy et prévôt de Durbuy et de son épouse Marie de Hermanry datent cette partie de l'édifice de 1717. L'origine de la construction est toutefois plus ancienne et remonterait au moins au XVIe siècle car le château-ferme a appartenu successivement aux familles de Boulant et Barbençon au XVIe siècle, à la famille de Cassal au XVIIe siècle et XVIIIe siècle puis Godin au XIXe siècle. La base arrière du corps de logis est même sans doute antérieure au XVIe siècle. Une crémaillère datant probablement du XVe siècle se trouve dans ce corps de logis.

## Description
Le corps de logis ou ancien château est un bâtiment de base quadrilatère (environ 15 m sur 10 m) bâti en pierre calcaire sur hautes caves, deux niveaux et sous une haute toiture d'ardoises à quatre pans. Les baies de l'étage de la façade avant sont les plus anciennes. Elles se composent de baies à traverse et à meneau sous linteaux en accolade.
La ferme est une succession de constructions en brique ou en pierre érigées et remaniées au cours des siècles. Le portail d'entrée est surmonté d'une large dalle blasonnée (voir Historique).
Une grosse tour carrée de trois niveaux sous toiture d'ardoises se dresse à l'angle nord-est de la ferme, le long de la rue Saint-Roch. Le soubassement est réalisé en moellons de grès et le reste de la construction en brique  avec pierre de taille aux angles.
Le château-ferme est une propriété privée qui ne se visite pas.

## Classement
Les murs et toitures du corps de logis, le porche d'entrée et la tour d'angle de la cour de ferme de la ferme-château de Soy sont classés depuis le 4 novembre 1977.
Le classement est étendu aux parties suivantes : façades et toitures des étables sises de part et d'autre du porche d'entrée, de la grange et des étables prolongeant la grange vers le sud depuis le 30 octobre 1989.